# 897

## Nașteri
- Abul Faraj al-Isfahani, poet arab (d. 967)

## Decese
- Buhturi (al-Walīd ibn `Ubayd Allāh al-Buhturī), poet arab (n. 820)